# دیرین‌حاره‌ای

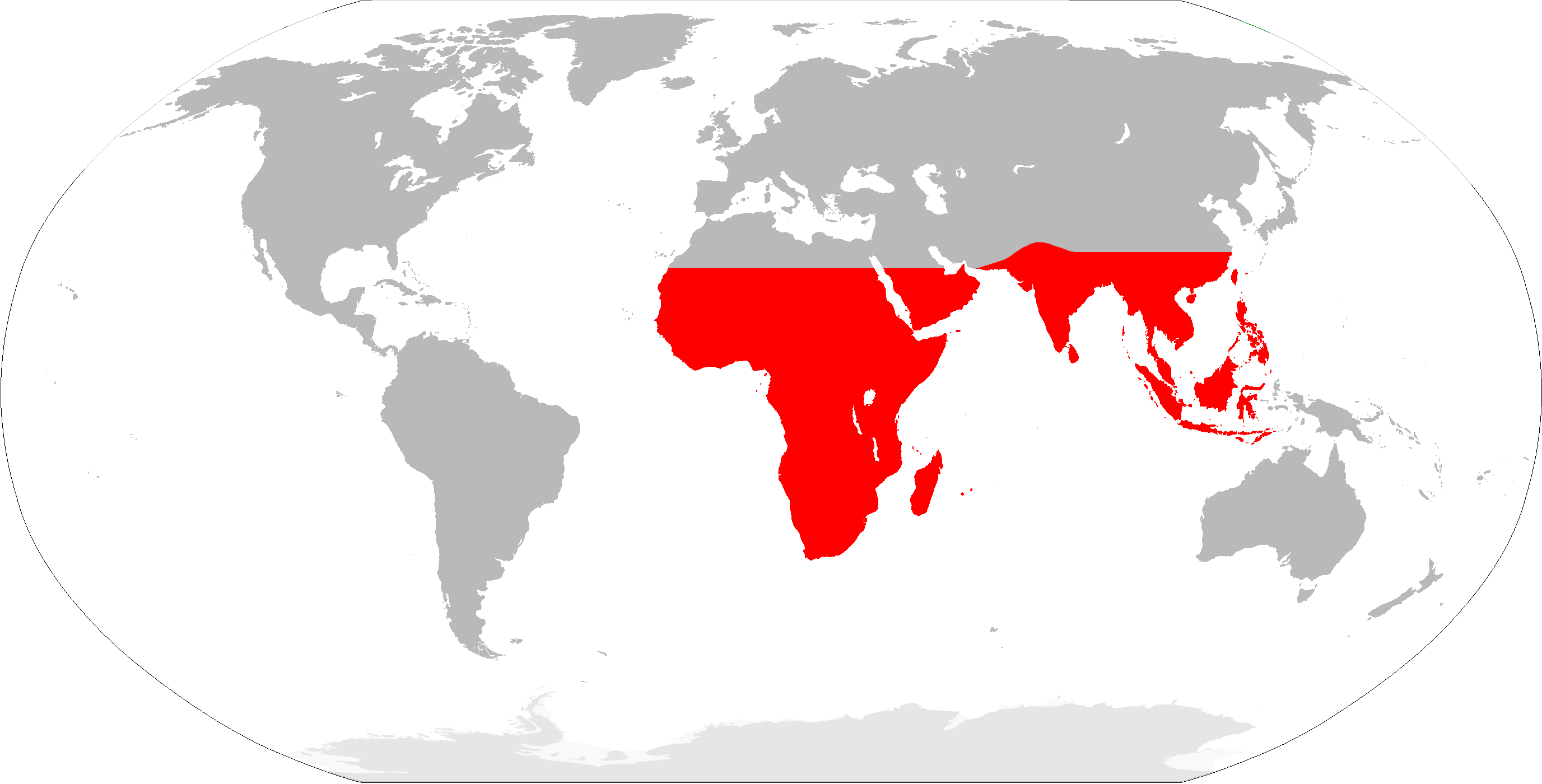
گستره پادشاهی دیرین‌حاره‌ای

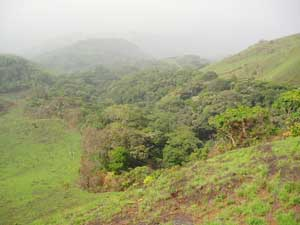
جنگل گالری در گینه

پادشاهی دیرین‌حاره‌ای (به انگلیسی: Paleotropical Kingdom, Paleotropis) یک پادشاهی گیاگانی است که شامل مناطق حاره‌ای آفریقا، آسیا و اقیانوسیه (به استثنای استرالیا و نیوزیلند) است که توسط رونالد گود و آرمن تختاجان پیشنهاد شده‌است. بخشی از گیاگان آن، که از ابرقاره باستانی گندوانا به ارث رسیده یا بعد مبادله شده‌است (مثلاً فلفل‌سیاهیان با پراکندگی سراسرحاره‌ای و اما چند معتدله گرم، با پادشاهی نوحاره‌ای مشترک است که شامل مناطق حاره‌ای آمریکای مرکزی و جنوبی است. افزودن بر این، گیاگان دیرین‌حاره‌ای بر گیاگان حاره‌ای پادشاهی استرالیا تأثیر گذاشت. پادشاهی دیرین‌گرمسیری به پنج زیرمجموعه گیاگانی بر اساس تختجان (یا سه، به گفته گود) و حدود ۱۳ منطقه گیاگانی تقسیم می‌شود.

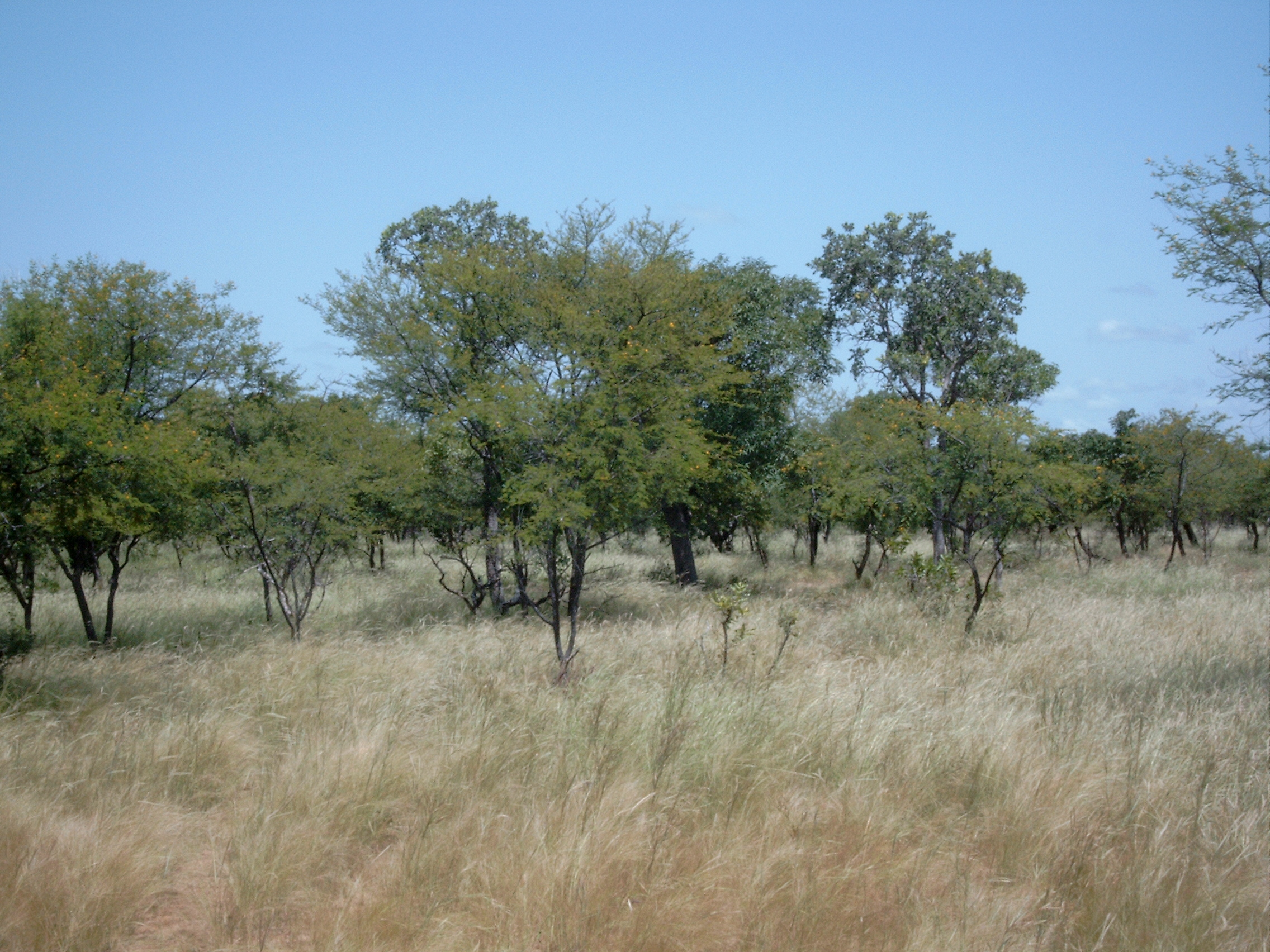
ساوانا در بورکینافاسو